# Skarszewy
Skarszewy (Schöneck in Westpreußen fino al 1920 e dal 1939 al 1945) è un comune urbano-rurale polacco del distretto di Starogard, nel voivodato della Pomerania.
Ricopre una superficie di 169,79 km² e nel 2004 contava 13 906 abitanti.